# NGC 4452
NGC 4452 је лентикуларна галаксија у сазвежђу Девица која се налази на NGC листи објеката дубоког неба.
Деклинација објекта је + 11° 45' 18" а ректасцензија 12h 28m 43,3s. Привидна величина (магнитуда) објекта NGC 4452 износи 11,9 а фотографска магнитуда 12,9. Налази се на удаљености од 16,8000 милиона парсека од Сунца. NGC 4452 је још познат и под ознакама UGC 7601, MCG 2-32-80, CGCG 70-112, VCC 1125, PGC 41060.